# Де Рада, Иероним
Иероним Де Рада (алб. Jeronim De Rada; 19 ноября 1814 года, Маккья, Калабрия, Италия — 28 ноября 1903 года, Италия) — албанский писатель, поэт, фольклорист и общественный деятель. Основатель албанского литературного романтизма.

## Биография
Иероним Де Рада родился 19 ноября 1814 года в семье греко-католического священника в населённом пункте Маккья, Калабрия, Италия. Принадлежал к албанской этнографической группе арбереши. Обучался в школе святого Андриана в Сан-Деметрио-Короне. В октябре 1834 года поступил на юридический факультет Неапольского университета. В это же время интересовался албанским фольклором и литературой. В 1836 году на основе албанского фольклора опубликовал в Неаполе свой первый поэтический сборник на албанском языке под итальянским титулом «Poesie albanesi del secolo XV. Canti di Milosao, figlio del despota di Scutari» (Албанская поэзия с XV века. Песни Милосао, сына правителя Шкодера). На албанском языке это сочинение известно как «Këngët e Milosaos».
После начала эпидемии холеры в Неаполе Иероним Де Рада прервал своё обучение и возвратился на родину в Каламбрию, где он в 1839 году подготовил сочинение «Canti storici albanesi di Serafina Thopia, moglie del principe Nicola Ducagino» (Албанские исторические песни Серафины Топи, жены князя Николаса Дукагьни). Это издание было конфисковано бурбонскими властями по подозрению в деятельности Иеронима Де Рады в тайных политических обществах, которые действовали во времена Рисорджименто. Это сочинение позднее дважды издавалось в Неаполе в 1843 и 1897 годах под другими наименованиями («Canti di Serafina Thopia, principessa di Zadrina nel secolo XV» (1843 г.) и «Specchio di umano transito, vita di Serafina Thopia, Principessa di Ducagino» (1897 г.)).
Написал драму «Numidi» (Нумидийцы), которая была издана в Неаполе в 1846 году.
В 1848 году Иероним Де Рада основал двуязычный итало-албанский журнал «L’Albanese d’Italia» (Итальянские албанцы), в котором публиковал различные статьи о культуре албанцев. Этот журнал, выходивший тиражом 3200 экземпляров, стал первым регулярным литературным и общественным журналом, который поднял проблемы албанского языка и его орфографии.
В 60-е годы XIX века Иероним Де Рада сосредоточил своё внимание на издание сочинение на итальянском языке об албанцах. Его работы стали одними из первых популярных сочинений, познакомивших европейцев с албанской историей. Самой важной подобной книгой стала «Antichità della nazione albanese e sua affinità con gli Elleni e i Latini».
В 1878 году в своих статьях Иероним Де Рада поддерживал деятельность Призренской лиги, которая выступала против планов разделения между странами территорий, населённых албанцами.
В июле 1883 года стал издавать журнал «Fiamuri Arbërit», который выходил на изобретённым им албанской азбуке.
В истории албанской литературы Иероним Де Рада считается основателем романтического направления во время начального периода национально-культурного возрождения.

## Сочинения
- «Një pasqyrë e jetës njerëzore»;
- «Serafina Topia»;
- «Skënderbeu i pafan»;
- «Fjamuri i Arbërit»;
- «Rapsodi të një poeme shqiptare, mbledhur në kolonitë e rrethit të Napolit * Antichità della nazione albanese e sua affinità con gli Elleni e i Latini»;
- «Këngë të milosaut»;
- «Autobiografia»;
- «Parime të estetikës : mendime rreth jetës dhe qëllimeve të saj (ekstrakte)».